# Epiphragma fasciapenne
Epiphragma fasciapenne är en tvåvingeart som först beskrevs av Thomas Say 1823.  Epiphragma fasciapenne ingår i släktet Epiphragma och familjen småharkrankar. Inga underarter finns listade i Catalogue of Life.